# Alpin skidåkning vid olympiska vinterspelen 1972
Alpin skidåkning vid olympiska vinterspelen 1972 bestod av sex grenar, som hölls nära Sapporo, Japan, från 5-13 februari 1972. Störtloppen hölls i Mount Eniwa och de fyra tekniska loppen hölls i Teine.

## Medaljtabell
| Pl. | Nation    | Guld | Silver | Brons | Totalt |
| --- | --------- | ---- | ------ | ----- | ------ |
| 1   | Schweiz   | 3    | 2      | 1     | 6      |
| 2   | Italien   | 1    | 1      | 1     | 3      |
| 3   | USA       | 1    | 0      | 1     | 1      |
| 4   | Spanien   | 1    | 0      | 0     | 1      |
| 5   | Österrike | 0    | 2      | 2     | 4      |
| 6   | Frankrike | 0    | 1      | 1     | 2      |

## Resultat

### Herrar
| Gren                   | Guld                              | Guld    | Silver                   | Silver  | Brons                   | Brons   |
| Störtlopp Detaljer...  | Bernhard Russi Schweiz            | 1:51,43 | Roland Collombin Schweiz | 1:52,07 | Heini Messner Österrike | 1:52,40 |
| Storslalom Detaljer... | Gustav Thöni Italien              | 3:09,62 | Edy Bruggmann Schweiz    | 3:10,75 | Werner Mattle Schweiz   | 3:10,99 |
| Slalom Detaljer...     | Francisco Fernández Ochoa Spanien | 1:49,27 | Gustav Thöni Italien     | 1:50,28 | Roland Thöni Italien    | 1:50,30 |

### Damer
| Gren                   | Guld                       | Guld    | Silver                          | Silver  | Brons                      | Brons   |
| Störtlopp Detaljer...  | Marie-Theres Nadig Schweiz | 1:36,68 | Annemarie Moser-Pröll Österrike | 1:37,00 | Susan Corrock USA          | 1:37,68 |
| Storslalom Detaljer... | Marie-Theres Nadig Schweiz | 1:29,90 | Annemarie Moser-Pröll Österrike | 1:30,75 | Wiltrud Drexel Österrike   | 1:32,35 |
| Slalom Detaljer...     | Barbara Cochran USA        | 1:31,24 | Danièle Debernard Frankrike     | 1:31,26 | Florence Steurer Frankrike | 1:32,69 |

## Herrar

### Slalom
| Medalj | Namn                      | Nation  | Tid     |
| Guld   | Francisco Fernández Ochoa | Spanien | 1.49,27 |
| Silver | Gustavo Thöni             | Italien | 1.50,28 |
| Brons  | Roland Thöni              | Italien | 1.50,30 |

### Storslalom
| Medalj | Namn             | Nation  | Tid     |
| Guld   | Gustavo Thöni    | Italien | 3.09,62 |
| Silver | Edmund Bruggmann | Schweiz | 3.10,75 |
| Brons  | Werner Mattle    | Schweiz | 3.10,99 |

### Störtlopp
| Medalj | Namn             | Nation    | Tid     |
| Guld   | Bernhard Russi   | Schweiz   | 1.51,43 |
| Silver | Roland Collombin | Schweiz   | 1.52,07 |
| Brons  | Heinrich Messner | Österrike | 1.52,40 |

## Damer

### Slalom
| Medalj | Namn               | Nation    | Tid     |
| Guld   | Barbara Cochran    | USA       | 1.31,24 |
| Silver | Danielle Debernard | Frankrike | 1.31,26 |
| Brons  | Florence Steurer   | Frankrike | 1.32,69 |

### Storslalom
| Medalj | Namn               | Nation    | Tid     |
| Guld   | Marie-Theres Nadig | Schweiz   | 1.29,90 |
| Silver | Annemarie Pröll    | Österrike | 1.30,75 |
| Brons  | Wiltrud Drexel     | Österrike | 1.32,35 |

### Störtlopp
| Medalj | Namn               | Nation    | Tid     |
| Guld   | Marie-Theres Nadig | Schweiz   | 1.36,68 |
| Silver | Annemarie Pröll    | Österrike | 1.37,00 |
| Brons  | Susan Corrock      | USA       | 1.37,68 |